# Obleganje utrdbe Vincennes
Obleganje utrdbe Vincennes ali obleganje Fort Sackvilla, znano tudi kot obleganje Fort Vincennesa ali bitka pri Vincennesu, je bila mejna bitka ameriške revolucionarne vojne, ki se je odvijala v današnjem Vincennesu v Indiani. Februarja 1779 je ameriška milica pod vodstvom podpolkovnika Georgea Rogersa Clarka premagala britansko garnizijo Fort Sackvilla, ki ji je poveljeval podguverner Henry Hamilton. Clark je presenetil utrdbo po napornem pohodu iz Kaskaskie in po usmrtitvi štirih ujetnikov Odawa prisilil Hamiltona k predaji.

## Predigra
Januarja 1778 je podpolkovnik George Rogers Clark iz milice Kentuckyja dobil pooblastilo guvernerja Virginije Patricka Henryja, da vodi ekspedicijo za zavzetje britanskih postojank Kaskaskia in Cahokia ob reki Mississippi. Kljub temu, da je rekrutiral le 175 mož, je Clark zavzel Kaskaskio 4. julija in Cahokio dva dni pozneje. Razpadajočo palisado Fort Sackvilla, ki se nahaja v Vincennesu ob reki Wabash, 180 milj (290 km) vzhodno od Kaskaskie, je do konca meseca zasedel majhen oddelek pod vodstvom kapitana Leonarda Helma. Kot odgovor se je britanski podguverner Henry Hamilton 7. oktobra odpravil iz Fort Detroita s 40 detroitskimi prostovoljci pod vodstvom stotnika Guillaumea LaMotheja, 85 milicami pod vodstvom majorja Jehuja Haya, majhnim oddelkom Kraljeve artilerije in 60 bojevniki Odawa in Ojibwe. Kasneje se mu je pridružil 33-članski oddelek iz 8. pehotnega polka in približno 200 bojevnikov Miami, Potawatomi in Shawnee, ki so jih spremljali častniki Britanskega indijanskega oddelka. Hamilton je presenetil majhno garnizijo Fort Sackvilla in ponovno zavzel Vincennes 17. decembra. Takoj so se začela dela na obnovi utrdbe. Hamilton se je odločil prezimiti v Vincennesu z britanskimi rednimi vojaki, medtem ko se je večina milice in domorodnih bojevnikov vrnila domov.
Minilo je nekaj tednov, preden je Clark izvedel, da je bil Vincennes ponovno zavzet. Njegov informator je bil Francis Vigo, trgovec iz St. Louisa, ki so ga Britanci za kratek čas zadržali kot ujetnika. Vigo je Clarku posredoval informacije o moči garnizije Fort Sackvilla in Hamiltonovem načrtu za ponovno zavzetje Kaskaskie in Cahokie spomladi.
Clark se je odločil, da mora sprožiti presenetljiv zimski napad na Vincennes. Svoje razloge je pojasnil v pismu guvernerju Henryju:
Vem, da je položaj obupan; toda, gospod, moramo bodisi zapustiti državo bodisi napasti gospoda Hamiltona. Ni časa za izgubljanje. Če bi bil prepričan o okrepitvah, tega ne bi poskušal. Kdo ve, kaj nam bo prinesla sreča? Velike stvari je doseglo nekaj dobro vodenih mož. Morda bomo imeli srečo. Imamo to tolažbo, da je naša stvar pravična in da bo naša država hvaležna in ne bo obsojala našega ravnanja, če nam ne uspe; če bo tako, je ta država, pa tudi Kentucky, verjamem, izgubljena.

## Ekspedicija
5. februarja 1779 se je Clark odpravil proti Vincennesu s kapitanom Joseph Bowmanom in 170 možmi, skoraj polovica jih je bila francoskih prostovoljcev iz Kaskaskie. Kasneje je v pismu svojemu prijatelju in mentorju[George Masonu Clark opisal svoje občutke glede potovanja kot "obupno upanje", saj so se njegovi možje soočali z dolgim pohodom po zemlji, ki je bila "na mnogih mestih poplavljena z vodo". Dan po tem, ko sta Clark in Bowman začela svoj pohod, se je 40 mož pod stoznikom Johnom Rogersom odpravilo iz Kaskaskie v oboroženem keelboatu Willing. Odpravili so se navzgor po rekah Ohio in Wabash proti Vincennesu, vendar niso prispeli pravočasno za napad.
Clark je svoje može vodil vzhodno od Kaskaskie do Vincennesa, potovanje dolgo približno 180 km. Clark se je kasneje spominjal, da je bilo vreme "mokro, a na srečo ne mrzlo za ta letni čas", vendar je ugotovil, da je "velik del ravnic pod vodo, globoko nekaj centimetrov". To je otežilo in zelo utrudilo pohod mož. Zaloge so nosili na tovornih konjih, dopolnjevali pa so jih z divjačino, ki so jo ustrelile lovske skupine. 13. februarja so dosegli Little Wabash River in ugotovili, da je prestopila bregove in poplavila območje široko približno 5 km. Zgradili so velik kanu za prevoz mož in zalog čez reko. Naslednjih nekaj dni je bilo še posebej težkih. Zaloge so se zmanjševale, možje pa so bili nenehno prisiljeni broditi skozi vodo. 17. februarja so dosegli Embarras reko. Zdaj so bili le 9 km od Fort Sackvilla, vendar je bila reka previsoka za prehod. Sledili so Embarrassu navzdol do Wabasha. Razpoloženje je bilo slabo. Zadnja dva dni so bili brez hrane, Clark pa se je trudil, da bi preprečil dezerterstvo. Clark je kasneje zapisal: "Vedel sem se tako, da so vsi verjeli, da ne dvomim v uspeh, kar jim je dvignilo moralo." Kljub temu vnos v dnevnik kapitana Bowmana z dne 20. februarja opisuje može v taboru kot "zelo tihe, a lačne; nekateri skoraj obupani; mnogi kreolski prostovoljci so govorili o vrnitvi." Do 22. februarja Bowman poroča, da še vedno nimajo "nobenih zalog. Gospod, pomagaj nam!" in da so "tisti, ki so bili šibki in izstradani od tolikšne utrujenosti, šli v kanuje", ko so se odpravili proti Vincennesu.
20. februarja je bila ujeta lovska skupina iz Vincennesa. Clarku so povedali, da Britanci niso vedeli za Clarkovo prisotnost in da so prebivalci Vincennesa naklonjeni ameriški stvari. Naslednji dan sta Clark in njegovi možje uporabila lovski kanu in zapuščen kanu za prečkanje Wabasha, pri čemer so pustili svoje tovorne konje. Nadaljevali so proti Vincennesu, včasih v vodi do ramen. Zadnjih nekaj dni je bilo najtežjih. Naleteli so na poplavljeno ravnico široko približno 4 km in uporabili kanuje za prevoz izčrpanih mož. Kmalu pred prihodom v Vincennes, je bil ujet drugi lovec in je Clarku sporočil, da Britanci še vedno ne vedo za prisotnost Američanov. Clark je poslal moža naprej s pismom prebivalcem Vincennesa, v katerem jih je opozoril, naj vsi ostanejo doma, razen če ne želijo biti obravnavani kot sovražniki. Sporočilo je bilo prebrano na javnem trgu. Nihče ni šel v utrdbo, da bi opozoril Hamiltona.

## Obleganje
Clarke je v Vincennes vstopil zvečer 23. februarja. Medtem, ko je večina Clarkovih mož zavarovala vas, so se majhni oddelki prikradli k utrdbi, se skrili za bližnjimi ograjami in zgradbami ter odprli ogenj.
Napad na Fort Sackville je Hamiltona presenetil, čeprav je dan prej patrulja ujela dva Virginijca in videla taborske ognje 12 milj (19 km) južno od utrdbe. Sprva je verjel, da je streljanje povzročila "pijana zabava prebivalcev", a ko je bil narednik rahlo ranjen, je spoznal, da je utrdba napadena, in ukazal svojim možem, naj vrnejo ogenj.
Britansko topništvo je uspelo pregnati nekatere Clarkove može z njihovih položajev blizu vaščanske cerkve, vendar je bilo sicer neučinkovito. Američani so odgovorili s streljanjem skozi odprte strelnice utrdbe, pri čemer so ranili nekatere topničarje. Streljanje se je nadaljevalo skozi noč, vendar se je umirilo v urah pred zoro. Izvidniška skupina, ki jo je Hamilton poslal 22. februarja, da bi preiskala poročilo o taborskih ognjih, se je uspela infiltrirati skozi sovražne linije do utrdbe, vendar sta bila dva ujeta.
Young Tobacco, poglavar Piankeshaw, naj bi ponudil pomoč pri napadu. Clark je ponudbo zavrnil, verjetno zaradi svojega splošno znanega sovraštva do domorodcev. Vendar pa je sprejel pomoč vaščanov, ko so mu dobavili suh smodnik.
Okoli sredine dopoldneva 24. februarja je Clark poslal Hamiltonu zahtevo za brezpogojno predajo pod zastavo premirja. Hamiltona so opozorili, da če bodo uničene zaloge ali dokumenti utrdbe, ne more "pričakovati usmiljenja, kajti pri nebesih boste obravnavani kot morilec." Hamilton se ni hotel predati. Čeprav so britanski redni vojaki navdušeno podpirali odločitev svojega poveljnika, milica, ki je bila znotraj utrdbe, ni bila pripravljena nadaljevati boja, saj so mnogi njihovi sorodniki odkrito pomagali Clarku. S sedmimi ranjenimi rednimi vojaki, malo upanja na okrepitve in milico, ki jo je kasneje imenoval "izdajalski strahopetci", je Hamilton poslal pismo, v katerem je ponudil pogoje; prosil je za tridnevno premirje in srečanje s Clarkom. Clark je ponovil svojo zahtevo za brezpogojno predajo, vendar je ponudil srečanje s Hamiltonom. Medtem je bila nič hudega sluteča izvidniška skupina Odawa, ki je teden dni prej odšla iz Vincennesa, napadena, ko se je vračala v vas. Nekaj jih je bilo ubitih ali ranjenih, šest ali sedem pa jih je bilo ujetih. Clark je nato štiri ujetnike na kratko usmrtil na očeh glavnih vrat utrdbe.
Clark je kasneje upravičil ubijanje z trditvijo, da so domorodni bojevniki nosili sveže skalpe. V svojem dnevniku je Hamilton poročal, da je Clark ali eden od njegovih častnikov uporabil tomahawk, da bi osebno umoril vsaj enega od štirih in da je Clark po srečanju prišel "ves krvav in znojen... njegove roke in obraz so še vedno smrdeli po človeškem žrtvovanju, pri katerem je deloval kot glavni svečenik." Medtem, ko Clark in Bowman nista podala nobenih podrobnosti, je Jacob Schieffelin, poročnik v Britanskem indijanskem oddelku, ki je bil priča umorom, izjavil, da je Clark vihtel tomahawk.
Clark je ponovno zahteval brezpogojno predajo in prisegel, da če bo moral napasti utrdbo, "ne bo prizaneseno niti enemu človeku." Ko je Hamilton pokazal svojo pripravljenost za boj, je bil dosežen kompromis, po katerem bi se Britanci "predali kot vojni ujetniki in odkorakali z orožjem in opremo." Naslednje jutro je Hamilton odkorakal s svojimi možmi iz utrdbe in se uradno predal Clarku. Skupno je bilo ujetih 79 mož. Clark je ukazal, da se nad utrdbo dvigne ameriška zastava in jo preimenoval v Fort Patrick Henry.
V počastitev Clarkove zmage so Američani izstrelili salvo iz britanskega 6-funtnega topa. Salva je po nesreči vžgala nekaj smodniških nabojev, pri čemer so bili ranjeni Bowman in pet drugih. Bowman je umrl pet mesecev kasneje zaradi hudih opeklin, ki jih je utrpel v nesreči.

## Posledice
Clark je ukazal, da se Hamilton, Hay, LaMothe in 25 drugih iz indijanskega oddelka in 8. polka pospremijo v Williamsburg, Virginija. Ostali ujetniki so bili pogojno izpuščeni in so se smeli vrniti v Detroit.
Hamiltona so obravnavali kot kriminalca in ne kot vojnega ujetnika zaradi lažnih trditev, da je plačeval britanskim domorodnim zaveznikom za skalpe. Virginijski svet guvernerjev, ki ga je vodil Thomas Jefferson, je ukazal, da se Hamiltona in LaMotheja vklene in zapre v zapor v Williamsburgu. Ti strogi ukrepi so bili nekaj tednov kasneje omiljeni zaradi posredovanja Georgea Washingtona. Lamothe je bil pogojno izpuščen oktobra 1779. Hamilton in Hay sta sprejela pogojni izpust v New York oktobra 1780 in sta bila uradno zamenjana spomladi 1781.
Zavzetje Fort Sackville brez izgube življenj je bil Clarkov najpomembnejši vojaški dosežek med vojno in je postal vir njegovega slovesa vojaškega junaka. Zgodnji zgodovinarji so ga razglasili za "osvajalca severozahoda", vendar so ponavadi preveč poudarjali njegove dosežke. William Hayden English je med drugim pripisal britansko odstopanje ozemlja severozahodno od Ohia v Pariški pogodbi (1783) Clarkovim podvigom., vendar, večina zgodovinarjev se strinja, da Clarkovi uspehi niso bili dejavnik pri pogajanjih.
Clark je imel velika pričakovanja po ponovnem zavzetju Vincennesa. "Ta poteza," je zapisal, "bo skoraj končala indijansko vojno. Če bi imel dovolj mož, da bi izkoristil trenutno zmedo indijanskih narodov, bi jih utišal v dveh mesecih." Vendar pa zavzetje Kaskaskie, Cahokie in Vincennesa ni bistveno zmanjšalo indijanskih napadov. Clark je svojo zmago pri Vincennesu videl kot korak k zavzetju Fort Detroita. Vedel je, da bi bila britanska sposobnost oskrbovanja svojih indijanskih zaveznikov močno omejena, če bi bil Fort Detroit zavzet. Clark je večkrat poskušal organizirati kampanje proti Detroitu, vendar mu kljub podpori guvernerja Virginije nikoli ni bilo dano dovolj mož in zalog.
Po Clarkovi zmagi je Generalna skupščina Virginije podelila uradni status regiji severozahodno od reke Ohio in jo poimenovala okrožje Illinois. John Todd, ki je bil s Clarkom v Vincennesu, je bil imenovan za upravitelja okrožja, čeprav je bila njegova avtoriteta dejansko omejena na Vincennes in naselja ob reki Mississippi. Leta 1784 se je Virginija odrekla svoji zahtevi po regiji v korist Kongresa konfederacije. Tri leta pozneje je Kongres sprejel Severozahodno uredbo, s katero je ustanovil Severozahodno ozemlje.